# دو شاهی امید
دو شاهی امید (ایتالیایی: Due soldi di speranza) فیلمی در ژانر کمدی رمانتیک به کارگردانی رناتو کاستلانی است که در سال ۱۹۵۲ منتشر شد. این فیلم در همین سال برنده نخل طلایی جشنواره فیلم کن شده است.